# Game Developer (website)
Game Developer (voorheen: Gamasutra) is een website gericht op alle aspecten van computerspelontwikkeling. De website is eigendom van Informa.

## Geschiedenis
In 1997 werd de website opgericht onder de naam Gamasutra. De website diende als online zuster van het Game Developer magazine, een maandelijks magazine voor computerspelontwikkelaars.
In 2006 en 2007 ontving de website een Webby Award.
In 2013 werd het tijdschrift Game Developer opgeheven. Eind 2021 nam de website de naam van het tijdschrift over, om professioneler over te komen.